# 潔西卡·艾維斯

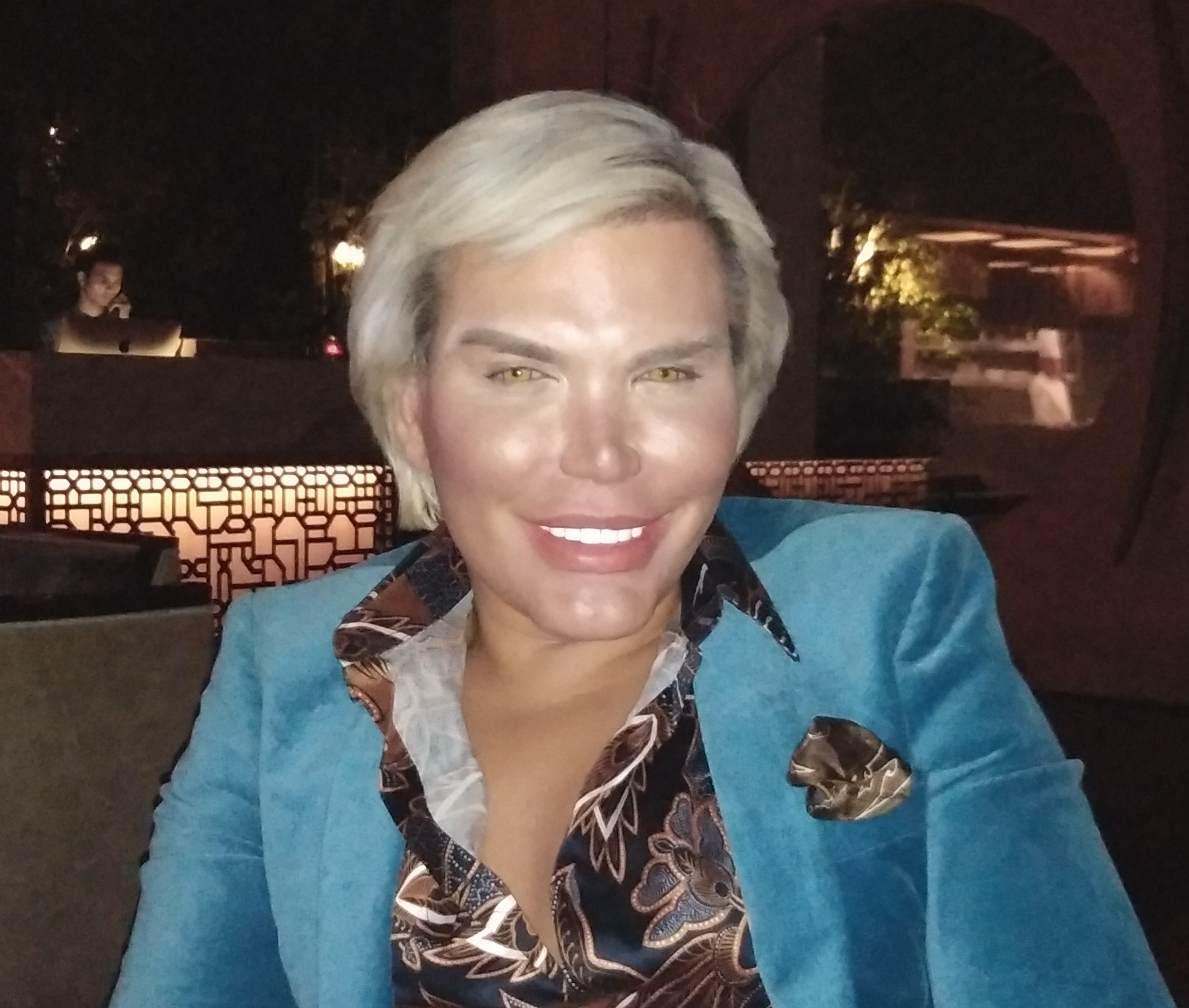

潔西卡·艾維斯（Jessica Alves，1983年7月30日—），前稱羅德里戈·艾維斯（Rodrigo Alves），巴西裔英國電視名人，以接受多達數十次整容至貌似肯尼玩偶（Ken）所為人認識。她於2020年接受變性手術，開始將自己改變為真人版芭比娃娃（Barbie）。

## 外部連結
- 潔西卡·艾維斯在互联网电影资料库（IMDb）上的資料（英文）
- 潔西卡·艾維斯的Instagram帳戶